# Giotto di Bondone
Giotto di Bondone, znan samo i kao Giotto, (Colle di Vespignano, 1267. – Firenca, 8. siječnja 1337.) bio je slavni talijanski slikar, arhitekt i kipar. Najvažniji i najutjecajniji slikar gotike. Smatra se jednim od glavnih prethodnika talijanske renesanse.

## Život
Kroz razne izvore se otkrilo da je Giotto odrastao kao sin kovača u okolici Firence. Većina stručnjaka smatra da je Giotto bilo njegovo stvarno ime, no neki vjeruju i da je to samo skraćenica od Ambrogio (Ambrogiotto) ili Angelo (Angeliotto).
O njegovom životu svjedoči 1450. godine napisano djelo „Commentarii“ (priče o umjetnicima) kojeg je napisao Lorenzo Ghiberti, a koji je nakon ponovne objave od Giorgija Vasarija u 16. stoljeću stekao veliku popularnost. Tamo se govori da je Giotto odrastao u siromašnim uvjetima ali da ga je jednog dana otkrio slikar Cimabue dok je crtao na kamenu čuvajući ovce. Navodno je Giotto kao dječak tako vjerno slikao mrave da se čak i veliki Cimbaue začudio. Vjerojatno je stoga Giotto postao njegov učenik; njegov utjecaj je vidljiv na njegovim prvim radovima. Prema jednoj legendi, Giotto je jednog dana naslikao muhu na jednom djelu majstora Cimabuea koja je izgledala toliko uvjerljivo da ju je ovaj pokušavao otjerati. Na kraju je majstor priznao učeniku da ga je nadvisio. 
Prema Vasariju, legenda o životu sv. Franje u gornjoj crkvi sv. Franje u Assisiju (1297. – 99.) uzima se kao njegov najraniji rad, premda je pitanje njegovog rada i suradnika na tom ciklusu koš uvijek osporavano. God. 1300. je dobio prve ponude po Firenci, a papa Benedikt XII. ga je pozvao u Rim, gdje je radio 10 godina. Naposljetku je postao slavni arhitekt i kipar, ali i pjesnik. Preko Firence je otišao u Padovu da oslika glasovitu Arena-kapelu (1304. – 06.). Po povratku u Firencu naslikao je glasovitu Madonnu Ognissanti (Uffizi), jedan od rijetkih radova za koje je apsolutno izvjesno da je njegovo djelo. Oko 1313. god. u Rimu radi mozaik Navicella („Petar na lađi za oluje") za staru baziliku sv. Petra, te odlazi ponovno u Firencu gdje oslikava kapelu Peruzzi u crkvi S. Croce, te susjednu kapelu Bardi.
Pojava Giotta kao slikara, arhitekta i kipara u talijanskoj i europskoj umjetnosti označuje pojavu novoga likovnog izraza arte moderna. Oslobađa se tradicionalnih shema romaničkog slikarstva i bizantske ikonografije, teži da svijet slikarski prikaže kao neposredno uočenu stvarnost. Pisac Cennino Cennini mu se divio i hvalio njegove tehničke vještine.
Njegovo priznanje afirmiralo se i u materijalnom uspjehu; postao je počasni građanin te posjedovao nekretnine u Firenci i Rimu. Oko 1320. se vratio iz Rima natrag u Firencu gdje je imao zaposlenu radionicu. Između 1329. – 33. god. bio je u službi kralja Roberta Anžuvinca u Napulju, a 1334. god. postao je glavni majstor gradnje firentinske katedrale Santa Maria del Fiore. Sam nije doživio njen završetak a njegovi nasljednici su malo izmijenili njegove planove gradnje. Giotto je umro 1337. god. dok je radio na Sudnjem danu u katedrali Bargello u Milanu. Pokopan je u crkvi S. Reparata.
Njegovi istomišljenici Duccio i Simone Martini postižu podjednako zavidne rezultate, no tek je Giottovo djelo ostvarilo osnovne preduvjete za razvitak talijanskog ranorenesansnog slikarstva. Njegovi sljedbenici su Giottino, Taddeo Gaddi, Bartolomeo Daddi, Masaccio i dr. Preko Avignona utjecao je i na razvoj slikarstva u južnoj Francuskoj.
Giotto se spominje i u Boccacciovom Dekameronu, (6. dan, 5. priča); i u Danteovoj u „Božanstvenoj komediji“. S obojicom je bio dobar prijatelj. Pjesnik Francesco Petrarca je od njega dobio kip Djevice Marije, a i Michelangelo se nadahnuo njegovim djelom u crkvi Santa Croce u Firenci.

## Djela
Giottov opus obrađuje religiozne teme te se smatra osnivačem talijanskog slikarstva, posebno toskanskog freskoslikarstva. Oduševljavao je i po tehnici i po bojama. Najbitniji dijelovi njegovog opusa smatra se visoka prirodnost njegovih figura, kao i širenje perspektive.
Uporabom nove ikonografije i novoga likovnog govora ostvaruje velik ciklus od 28 fresaka iz života sv. Franje u gornjoj bazilici u Assisiju, poslije 1297. godine. Tim slikama se Giotto ustoličio kao najvažniji slikar gotike. Prvi je slikar koji je uskladio prizor slike s gledateljevim stajalištem te je prostor slike povezao s gledateljevim prostorom. Napravio je to tako što je sliku spustio na očište gledatelja. Likovi na tim slikama čvrsto stoje na zemlji, uobličeni su i vladaju prostorom trodimenzionalni, a ne plošni. Prvi je u europskom slikarstvu krenuo u izražavanje osjećaja u stvarnom životu putem svojih likova. 
Nadilazio je ikonografske norme bizantskog sliakrstva koje su utjecale na generacije slikara. Uveo je realizam u slikarstvo; dok je konvencionalno slikarstvo do tada imalo dvodimenzionalne figure, Giotto je uveo plastično modelirane figure u jednoj prostoriji s perspektivom, koje imaju odnos jedna s drugom. Dajući im širinu, podario im je prirodni volumen i težinu. To se već naslućuje u križanju bazilike Santa Maria Novella u Firenci, jednom od njegovih ranijih radova. Po Vasariju je njegovo modeliranje Svetog Franje Asiškog nekim kritičarima bilo čak prestvarno, te stoga presvjetovno. Giotto je bio prvi veliki individualni gotički majstor, ujedno uzor nadolazećim slikarima renesanse.
Giottovo glavno djelo je veliki ciklus freska u kapeli Cappella degli Scrovegni u Padovi, koji sadrži preko 100 scena iz života Marije i Isusa, te koji je nastao od 1304. do 1306. Jedna slavna scena iz ciklusa je ona u kojoj Sveta tri kralja koja promatraju zvijezdu koja liči na komet. Poznata je i „Ognissanti“ Sveta Marija. Zanimljivo, plavu boju je u tom ciklusu slabo koristio, vjerojatno stoga je teško bilo proizvesti plave pigmente. 
Svojim djelima Giotto je dao dojam taktilnosti i dubinskog prostora. Bio je prvi umjetnik koji je pokušao ostvariti perspektivni krajolik i građevine. Pretečom je geometrijske perspektive. Neka djela koja se pripisuju njemu možda su zapravo djela njegovih učenika. Po jednoj legendi je predstavniku pape, koji je htio probu njegova umijeća, jednostavno ručno nacrtao savršen krug („Giottov O“).
Djelomice su očuvane i freske u kapelama firentinske crkve St. Croce (sv. Križa), dok su u Rimu i Napulju potpuno propale. Osim fresaka slikao je u temperi i u ulju na dasci, te oslikavao raspela u kojima je bliži tradicionalnim rješenjima (Madona u slavi).
Nasljeđuje Arnolfa di Cambija na izgradnji firentinske prvostolnice. Ispred katedrale podigao je zvonik od raznobojnog mramora, ukrasio ga reljefima (nešto izmijenjen i dovršen nakon njegove smrti).

## Galerija odabranih djela
- Dante Alighieri.
- Scena iz života sv. Franje, Bazilika Svetog Franje Asiškog.
- Navještenje sv. Ani, Cappella degli Scrovegni u Padovi.
- Jakovljev san, Cappella degli Scrovegni u Padovi.
- Poklonstvo kraljeva, freska iz kapele Scrovegni u Padovi.
- Bijeg u Egipat, Cappella degli Scrovegni u Padovi.
- Isus istjeruje trgovce iz hrama, Cappella degli Scrovegni u Padovi

## Poveznice
- Slikarstvo gotike
- Gotika

## Vanjske poveznice
- Art galerija – Giotto di Bondone
- Biografija
- Newadvent.org